# Дан енигмата Србије
Дан енигмата Србије је празник свих енигмата (и решавача и састављача) у Србији. На Деветим сусретима енигмата Србије 2009. у Вршцу одлучено је да то буде 21. фебруар.

## Историјат
Истраживања српских енигматских историчара показала су да су прве класичне ауторске загонетке у Србији настале 1820.. У Бечу их је објавио просветитељ, новинар, публициста и дипломата Димитрије Давидовић у првом српском алманаху «Забавник» у издању за 1820. Радило се о 22 шараде и логогрифа непознатог аутора.
Све до тада постојало је само богато и садржајно народно усмено загонетачко стваралаштво, а део тог народног стваралаштва први је објавио Вук Стефановић Караџић у Српском рјечнику 1818.

## Народно загонетање
При одређивању Дана енигмата Србије било је замишљено да се обједини колективно српско народно загонеташтво са појавом првих класичних ауторских загонетака. Тако је у народном црквеном календару пронађена Загонетна седмица, која пада почетком године, између Месних и Белих поклада. Цела ова седмица је у знаку дружења и весеља и представљала је најведрију седмицу у години. У неким нашим крајевима постојало је веровање да се, уколико се у току ове седмице не би смислила и поставила нека загонетка, у тој години ниједан посао неће ваљано и успешно обавити. Због тога је ова седмица и одређена за надмудривања и исказивања маштовитости и надмоћи, чиме се оплемењивао и развијао дух и ум. 

## Загонетна субота
Загонетна субота пада непосредно пред Загонетну седмицу, односно два дана пре почетка седмодневног Васкршњег поста. Будући да је Васкрс покретни празник, Загонетна субота се помера и пада у различите датуме (од 14. фебруара до 20. марта) тако да су се јавиле извесне техничке потешкоће при одређивању датума на који би се славио Дан енигмата Србије. Стога је за Дан енигмата Србије одређен онај датум на који је 1820. падала Загонетна субота, чиме би идеја о обједињавању датума везаних за српске народне и класичне ауторске загонетке била реализована.
После консултација са Богословским факултетом у Београду, установљено је да је 1820. Васкрс био 10. априла по Грегоријанском, односно 28. марта по Јулијанском календару, рачунајући и садашњу разлику од 13 дана између два календара. Загонетна субота је те, 1820. године, била 21. фебруара, што се узима и као датум обележавања Дана енигмата Србије.